# Der Kontrakt des Zeichners
Der Kontrakt des Zeichners ist ein britischer Spielfilm von Peter Greenaway aus dem Jahre 1982.

## Handlung
Die Zeit der Handlung ist das Jahr 1694, Ort des Geschehens ist Compton Anstey, der scheinbar idyllische Landsitz eines britischen Aristokraten in der südenglischen Grafschaft Wiltshire. Die Herrin des Anwesens, Mrs. Virginia Herbert, bemüht sich, den hochtalentierten, aber eingebildeten und arroganten Künstler Mr. Neville für einen Auftrag zu gewinnen. Neville soll zwölf Zeichnungen anfertigen, die verschiedene Außenansichten des Anwesens abbilden. Mrs. Herbert will damit ihren Mann, der von seinem üppigen und dekorativen Besitz geradezu besessen ist, überraschen und mit dieser Liebesgabe eine Versöhnung herbeiführen, denn Mr. Herberts Interesse an seiner Frau ist erloschen. Vermutlich hat eine Zuneigung von seiner Seite auch nie bestanden, denn Mrs. Herbert hat Compton Anstey mit in die Ehe gebracht, was für Mr. Herbert wohl Anlass genug war, sie zu heiraten.
Neville ist an dem Auftrag zunächst nicht interessiert. Erst als Mrs. Herbert einwilligt, vertraglich nicht nur ein Honorar, sondern auch sexuelle Gefügigkeit festhalten zu lassen, nimmt er den Auftrag an. Mr. Herbert begibt sich zu Pferde auf eine Reise nach Southampton, und Neville kann mit der Arbeit beginnen.
Er ist ein Perfektionist und ordnet an, dass in den Bereichen des Anwesens, in denen er seine Staffelei aufstellt, nach Beginn seiner Arbeit keinerlei Veränderungen mehr vorgenommen werden. Er stellt jedoch fest, dass dieser Anordnung von vornherein zuwidergehandelt wird. Nach und nach tauchen verschiedene Objekte im Blickfeld auf und verwandeln die zu zeichnenden Ansichten von Haus und Garten in eine Theaterbühne voller vielsagender Requisiten. Unter dem Fenster eines Zimmers im Obergeschoss wird eine Leiter aufgestellt, auch Teile der Kleidung von Mr. Herbert und seine Reitstiefel werden nachlässig an verschiedenen Stellen abgelegt. Sogar Herberts herrenloses Pferd taucht auf. Neville arbeitet die nachträglichen Veränderungen gewissenhaft in seine Zeichnungen ein, ignoriert aber deren mögliche Bedeutung.
Als Mr. Herbert schließlich tot in einem Wassergraben auf seinem eigenen Grundstück aufgefunden wird, kommt als Mörder eigentlich jede der beteiligten Personen in Frage: Mrs. Herbert, die von ihrem Mann jahrzehntelang gedemütigt und sogar enterbt wurde; Mr. Thomas Noyes, der Verwalter des Anwesens, der sich vor Zeiten ebenfalls um die Hand von Mrs. Herbert bemüht hatte; Mrs. Sarah Talmann, die erwachsene Tochter der Herberts, die den Hass ihrer Mutter voll und ganz teilt, und deren Mann, Mr. Louis Talmann, der in seinen Hoffnungen, durch die Heirat mit Sarah Erbe von Compton Anstey zu werden, von Mr. Herbert betrogen wurde, da auch Sarah Talmann, weil sie eine Frau ist, nach Herberts Willen nicht erben wird.
Als Außenseiter und ohne Tatmotiv glaubt Neville, über jeden Verdacht erhaben zu sein, doch Mrs. Talmann weist ihn darauf hin, dass er sich mit seinen allzu naiv detailgetreuen Zeichnungen, die die innersten Geheimnisse des Hauses Herbert eingefangen haben, selbst in Gefahr begeben habe. Mit dem Versprechen, ihn zu „schützen“, erpresst sie ihn zu einem weiteren Vertrag, in dem sie sich ihrerseits sexuelle Gefälligkeiten ausbedingt. Neville hat keine Ahnung, dass Mrs. Talmann, um ihren eigenen Stand zu sichern, dringend einen männlichen Erben benötigt, den sie von ihrem impotenten Mann nicht erwarten kann. Mrs. Talmann ist eine attraktive Frau, und Neville ist zu blasiert und zu begierig, die sich bietenden Annehmlichkeiten wahrzunehmen, um sich von ihrer Warnung nachhaltig beunruhigen zu lassen.
Dass Neville naiv genug ist, um sich in den fein ausgesponnenen Manövern der beiden Frauen als Schachfigur hin- und herrücken zu lassen, wäre für ihn noch nicht das Schlimmste. Die Intrige, die ihm schließlich den Kopf kostet, geht von Mr. Noyes aus, der als Mrs. Herberts Vertrauter Zeuge ihres Kontraktes mit dem Zeichner ist. Noyes lässt sich sein Schweigen nun bezahlen und erpresst Mrs. Herbert, ihm die zwölf Zeichnungen zu überlassen, die er zu Geld machen will. Als offizieller Grund für den Verkauf wird angegeben, dass von dem Erlös ein Denkmal für den Verstorbenen finanziert werden soll; tatsächlich geht es jedoch nur darum, Neville als Mörder ins Gespräch zu bringen. Als Noyes die Zeichnungen Mr. Herberts Bekannten der Reihe nach vorlegt, ziehen diese aus den Bilddetails tatsächlich alle gewünschten Rückschlüsse. Am stärksten reagiert Mr. Talmann, der in den Zeichnungen Hinweise auf eine Affäre seiner Frau mit dem Zeichner zu entdecken glaubt.
Nach mehrwöchiger Abwesenheit kehrt Neville nach Compton Anstey zurück, um Mrs. Herbert die Ausführung einer dreizehnten, von ihr zunächst abgelehnten Zeichnung vorzuschlagen, ohne die sein Unternehmen nach seinem Gefühl nicht vollständig ist. Es handelt sich ausgerechnet um die Ansicht des Fundorts des toten Mr. Herbert, an der mittlerweile das Denkmal für den Toten, ein Reiterstandbild, errichtet wurde. Noch während der Arbeit an der dreizehnten Zeichnung wird Neville von Talmann, Noyes und anderen alten Bekannten vor ein Femegericht gestellt, des Ehebruchs und des Mordes an Mr. Herbert bezichtigt, geblendet, erschlagen und tot in den Wassergraben geworfen.

## Bedeutungsebenen
Auf den ersten Blick ist Der Kontrakt des Zeichners ein Kriminalfilm, ein Whodunit. Mr. Herbert wurde ermordet, und wie in einer Geschichte von Agatha Christie kommen fast alle beteiligten Figuren als Täter in Frage. Es wimmelt in dem Film von raffinierten Andeutungen, die zur Lösung des Rätsels zu führen scheinen, doch wer den Mord begangen hat, findet der Zuschauer selbst nach wiederholtem Ansehen des Films nicht heraus.
Der Zeichner Neville bildet das Zentrum des Films. Im Gegensatz zu allen übrigen Personen der Handlung gehört Neville der sozialen Unterschicht an, was ihn keineswegs einschüchtert, sondern im Gegenteil mit Verachtung für die Nutznießer eines ererbten bzw. erheirateten Wohlstands erfüllt. Seine Überlegenheit gründet sich, wie er meint, auf seine Wahrhaftigkeit und seine Ablehnung jeglicher Heuchelei. Diesen hohen Prinzipien huldigt er auch als Künstler. Greenaway porträtiert Neville als naiven Vertreter eines radikalen Naturalismus, den der Regisseur selbst entschieden ablehnt, da bei diesem Kunstkonzept Raum weder für Imagination noch für Kreativität bleibt. Die Frage nach der Aufgabe der Kunst ist in den Filmen von Peter Greenaway ein immer wiederkehrendes Thema. Nach seiner Auffassung soll Kunst nicht die Realität kopieren, sondern ausdrücken, was der Künstler in seinem Verstand hervorbringt. Nevilles Fantasielosigkeit, seine Unfähigkeit, mehr zu sehen, als sich dem Auge offensichtlich darbietet, führt daher auch zu seinem Untergang. Neville kehrt nach mehrwöchiger Abwesenheit nach Compton Anstey zurück, um eine dreizehnte Zeichnung anzufertigen, zu der er vertraglich keineswegs verpflichtet ist, zu der ihn seine besondere Kunstauffassung jedoch zwingend treibt. Unter allen Manifestationen seiner künstlerischen Beschränktheit bildet die Anfertigung der dreizehnten Zeichnung den grotesken Höhepunkt, die Hybris, und es ist kein Zufall, dass Greenaway Neville genau an dieser Stelle den Tod finden lässt. Der Kontrakt des Zeichners kann in vielerlei Hinsicht mit Michelangelo Antonionis Film Blow Up verglichen werden.
Viertens doppelt der Film Nevilles eingeschränkte Wahrnehmungswelt, und zwar in ironischer Brechung. Greenaway treibt sein Spiel damit, den Zuschauer ähnlich unwissend durch seinen an Andeutungen und Verweisen übervollen Film tappen zu lassen, wie auch Neville geführt wird, weil er nur das Alleroffensichtlichste zur Kenntnis nimmt. Der Regisseur „betrügt“ sein Publikum nicht nur um die Auflösung des Mordfalls, sondern er führt es gezielt in die Irre, etwa durch die maßlos ästhetisierten Kulissen und Kostüme, die in ihrer kunstgewerblichen Glätte an Merchant-Ivory-Produktionen erinnern und den Zuschauer damit so einlullen, dass er intellektuell immer wieder „abschaltet“. Die zentrale Botschaft des Films: Die Augen zu benutzen bedeutet noch lange nicht „sehen“.

## Ausdrucksmittel
Ebenso wie Alain Resnais’ Film Letztes Jahr in Marienbad ist Der Kontrakt des Zeichners ein intellektuelles Vexierspiel. Der Film bedient sich der Kulissen, Kostüme und Versatzstücke der Zeit des britischen Hochbarock, in der solche Rätsel äußerst beliebt waren. Peter Greenaway hat diese Epoche auch wegen ihrer Vorliebe für Künstlichkeit, strenge Geometrien und starre Regeln als Handlungshintergrund gewählt. Nevilles künstlerische Beschränktheit findet in der geistigen Starre dieser Zeit ihr Spiegelbild. Dabei war dem Regisseur keineswegs daran gelegen, ein naturgetreues Porträt des Barock hervorzubringen. Die Dekors und Kostüme sind grotesk übertrieben. Ähnlich wie in Stanley Kubricks Film Barry Lyndon ist die Ästhetisierung auf die Spitze getrieben. Die viel zu komplizierten Sätze der Darsteller persiflieren den preziösen Sprachstil der Zeit. Verfremdend wirkt angesichts der düsteren Handlung des Films auch die teilweise muntere, spritzige Musik, die Michael Nyman auf der Grundlage von sechs Chaconnes des zeitgenössischen englischen Komponisten Henry Purcell geschrieben hat.

## Entstehungshintergrund
Der Kontrakt des Zeichners ist nach einer Reihe von Dokumentar- und Experimentalfilmen Peter Greenaways erster Spielfilm. Die Idee zu diesem Film kam Peter Greenaway, der seine Karriere selbst als Maler begonnen hatte, als er 1981 eine Serie von Zeichnungen seines eigenen Hauses in Wales anfertigte.
Die Produktionskosten des Films waren mit rund 320.000 £ vergleichsweise niedrig. Das Drehbuch und auch die 13 Zeichnungen stammen aus Greenaways eigener Hand. Die Dreharbeiten fanden auf dem Anwesen Groombridge Place bei Tunbridge Wells in Kent statt, wo 2005 auch die Aufnahmen für Joe Wrights Jane-Austen-Verfilmung Stolz und Vorurteil entstanden. Bei der Rollenbesetzung hat Greenaway wegen der hochartifiziellen Dialoge und wegen der zum Teil sehr langen Einstellungen Wert auf den Einsatz von Bühnenschauspielern gelegt.
In seiner ursprünglichen Fassung war der Film 180 Minuten lang; allein die Eröffnungsszene, in der die Personen vorgestellt werden, hatte eine Länge von 30 Minuten. Die Kürzung auf 103 Minuten nahm Greenaway vermutlich in der Absicht vor, den anspruchsvollen Film für das Publikum leichter verdaulich zu machen, dabei entfielen jedoch auch zahlreiche Erklärungen für die Merkwürdigkeiten und Rätsel der Handlung.
Nachdem Greenaways frühere Arbeiten vom Publikum als weitgehend unzugänglich empfunden wurden, brachte ihm Der Kontrakt des Zeichners internationale Anerkennung und den ersten kommerziellen Erfolg.

## Kritik und Wirkung
Der Kontrakt des Zeichners ist ein Film, der sein Publikum stark polarisiert. Das Übermaß an Subtext, der ständige Bruch mit den Konventionen des Erzählkinos, die mangelnde Möglichkeit, sich mit den Figuren zu identifizieren, verschrecken viele Zuschauer, die das Interesse an dem Film dann schnell verlieren. Die Kompliziertheit des Films, die Fülle an Metaphern, Allegorien und Anspielungen, die witzigen, aber anspruchsvollen Dialoge erfordern ein gerütteltes Maß an kultureller Bildung, höchste Aufmerksamkeit und ein wiederholtes Ansehen des Films. Unter vielen britischen Kritikern gilt Der Kontrakt des Zeichners als der originellste Film der 1980er Jahre, dem das Medium eine interessante Erweiterung seiner Ausdrucksmöglichkeiten verdanke. Viele Kritiker halten ihn für Greenaways besten Film.
Er hat viele Filmemacher stark beeindruckt und Spuren in ihren Werken hinterlassen – am deutlichsten in Philippe Rousselots britisch-französisch-deutscher Koproduktion Der Schlangenkuss (The Serpent’s Kiss, 1997).

„Ein ironisch-satirischer Historienfilm; hervorragend komponiert und fotografiert und auf eine entsprechende zeitgenössische Musik abgestimmt.“

## Auszeichnungen
Der Kontrakt des Zeichners wurde 1982 auf dem Festival Internacional de Cinema do Porto (Fantasporto) für den International Fantasy Film Award, Kategorie „Bester Film“, nominiert.
Das British Film Institute wählte Der Kontrakt des Zeichners im Jahr 1999 auf Platz 80 der besten britischen Filme aller Zeiten.

## Die Zeichnungen
Von den insgesamt 13 projektierten Zeichnungen des Anwesens werden im Film nur elf im fertigen Zustand gezeigt. Die Zeichnung von der Westseite des Hauses wird, wie die zusätzliche dreizehnte Zeichnung, nur im Anfangsstadium der Anfertigung durch den Maler gezeigt. Tatsächlich handelt es sich hier allerdings um eine Ansicht auf die Eingangsfront (die schon auf einer Zeichnung zu sehen ist) aus einem anderen Blickwinkel.